# Tag und Nacht
Pour plus de détails, voir Fiche technique et Distribution.
Tag und Nacht (Jour et nuit) est un film autrichien écrit et réalisé par Sabine Derflinger sorti en 2010.

## Synopsis
Deux jeunes femmes qui considèrent la prostitution comme une aventure jusqu'à ce que la réalité les rattrape.

## Fiche technique
- Titre : Tag und Nacht
- Titre international Day and Night
- Réalisation : Sabine Derflinger
- Scénario : Sabine Derflinger, Eva Testor
- Musique : Gilbert Handler et Petra Zöpnek du groupe Gil Chéri)
- Montage :
- Production : Nina Kusturica, Eva Testor
- Sociétés de production : MOBILEFILM Produktion, NK Projects
- Société de distribution :
- Pays d'origine :  Autriche
- Langue : allemand
- Lieux de tournage : Basse-Autriche, Autriche
- Format : Couleurs
- Genre : Drame
- Durée : 101 minutes (1 h 41)
- Dates de sortie :
  -  Autriche :
    - 6 octobre 2010 à Vienne en avant-première
    - 8 octobre 2010

  -  Pologne : 29 juin 2011 au Lubuskie Film Summer
  -  États-Unis : 20 août 2011 au Festival du film de New York
  -  Allemagne : 19 janvier 2012

## Distribution
- Anna Rot : Léa
- Magdalena Kronschläger : Hanna
- Philipp Hochmair : Mario
- Martina Spitzer : Sissi
- Patricia Aulitzky : Klara
- Adrian Topol : Harald
- Manuel Rubey : Claus
- Ana Stefanovic : Nada
- Wolfgang S. Zechmayer : Sigi-Kunde
- Martin Brambach : Kai
- Alexander El Dib : Alfredo
- Christian Strasser : Wilbur-Kunde
- Kyrre Kvam : Jones
- Heinz Trixner : Professor
- Claudia Martini : la mère de Léa
- Angelika Niedetzky : la secrétaire (créditée comme Angelika Nidetzky)